# Joigny
 Joigny  (o Juni) es una población y comuna francesa situada en la región de Borgoña, departamento de Yonne, en el distrito de Auxerre y cantón de Joigny, del cual es su cabecera.
Sus habitantes reciben el gentilicio en francés de joviniens o maillotins.

## Cultura y patrimonio
La localidad está clasificada como Villa y País de Arte e Historia. En el centro histórico se encuentran diversas casas de madera entramada, entre las que destacan la Casa del árbol de Jessé o la Casa de Bailli. También sobresale en la ciudad un castillo renacentista, el Castillo del Gondi y diversos palacetes.
Un tipo de vino producido en la comuna, el «Bourgogne Côte Saint-Jacques», está reconocido con el certificado de calidad de denominación de origen controlada AOC.

## Historia
Diversos vestigios y testimonios certifican que el lugar fue habitado ya desde el neolítico, ocupado por los romanos (Joviniacum es mencionado en textos), posteriormente por los merovingios a cuya época remonta la construcción de una plaza fuerte de finales del siglo X, a cargo de Raynard el Viejo, conde de Sens, que marca el nacimiento de la ciudad actual, fundada oficialmente en el año 996. 
Un incendio devastó la ciudad en el año 1530, salvándose pocas casas de construcción de madera.
Hasta la Revolución francesa, la comuna perteneció administrativamente a la antigua provincia de Champaña, siendo sus gobernantes los Condes de Joigny. 
La ciudad fue construida sobre un promontorio de la meseta de Othe, dominando el río Yonne y sirviendo como defensa estratégica natural. Al mismo tiempo, el valle, propicio a los pastos y al cultivo, fueron los factores condicionantes de su riqueza, sobre todo el cultivo de la vid sobre las laderas calcáreas hasta la aparición de la filoxera. El extenso bosque de Othe, que ocupa los dos tercios de la superficie de la comuna, permitió así mismo la construcción de las casas de madera y el progreso de la industria de los aserraderos.
Capital del condado y sede de numerosos oficios durante el Antiguo Régimen, Joigny se convirtió en subprefectura con la creación de los departamentos franceses, condición que perdió en 1926 para pasar a ser cabecera del cantón. 
La ciudad fue víctima de los bombardeos durante la Segunda Guerra Mundial, que afectaron gravemente a la plaza Saint-Jean, la puerta Saint-Jean y la Casa de Bailli (monumento histórico), renovada y restaurada inmediatamente al finalizar la guerra. 
La ciudad acoge, desde 1949, el 28º grupo geográfico dentro de la Brigada de Ingenieros de Estrasburgo, única unidad de geografía militar del Ejército de Tierra francés.

## Demografía
| 5 357 | 5 132 | 5 176 | 5 251 | 6 741 | 5 494 | 6 787 | 6 455 | 6 575 | 5 971 | 6 239 | 6 400 | 6 317 | 6 468 | 6 494 | 6 218 | 6 299 | 6 254 | 6 057 | 6 172 | 5 697 | 6 610 | 6 671 | 7 143 | 6 077 | 7 289 | 7 144 | 9 698 | 10 972 | 9 644 | 9 697 | 10 032 | 10 605 |
| Para los censos de 1962 a 1999 la población legal corresponde a la población sin duplicidades (Fuente: INSEE [Consultar]) |       |       |       |       |       |       |       |       |       |       |       |       |       |       |       |       |       |       |       |       |       |       |       |       |       |       |       |        |       |       |        |        |

## Personalidades relacionadas con la comuna
- Juan de Juni (Joigny, 1506 - Valladolid, 1577), escultor franco-español.
- Marcel Aymé (Joigny, 29 de marzo de 1902), escritor
- Magdalena Sofía Barat (Joigny, 1779- París, 1865), fundadora de la congregación de las Hermanas del Sagrado Corazón de Jesús.
- Marie Charles Jean Melchior de Polignac (Joigny, 27 de septiembre de 1880 - Neuilly-sur-Seine, 18 de diciembre de 1950), oficial de la Legión de honor.
- Jacques René Tenon, cirujano, nacido en Joigny el 21 de febrero de 1724.
- Philippe Monin, político, nacido en Joigny el 13 de abril de 1906, secretario de Estado y Comercio durante el mandato de Pierre Mendès France.

## Iglesias
- Iglesia S. Juan (XI°-XIII°-XVI°s.)
- Iglesia S. Teobaldo (XVI°s.)
- Iglesia S. Andrés (XI°-XVI°s.)

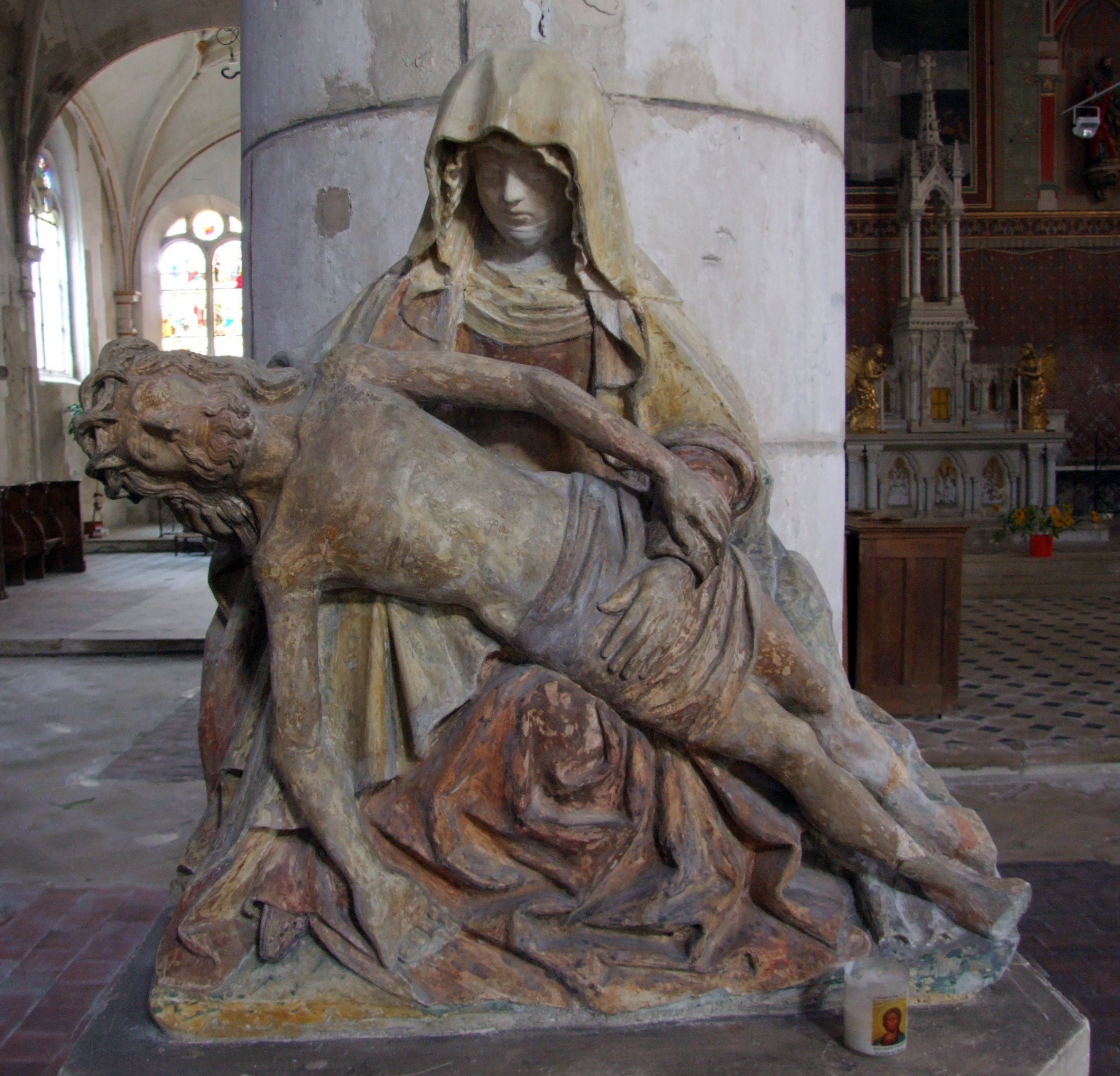
Iglesia S. Andrés, Pietà
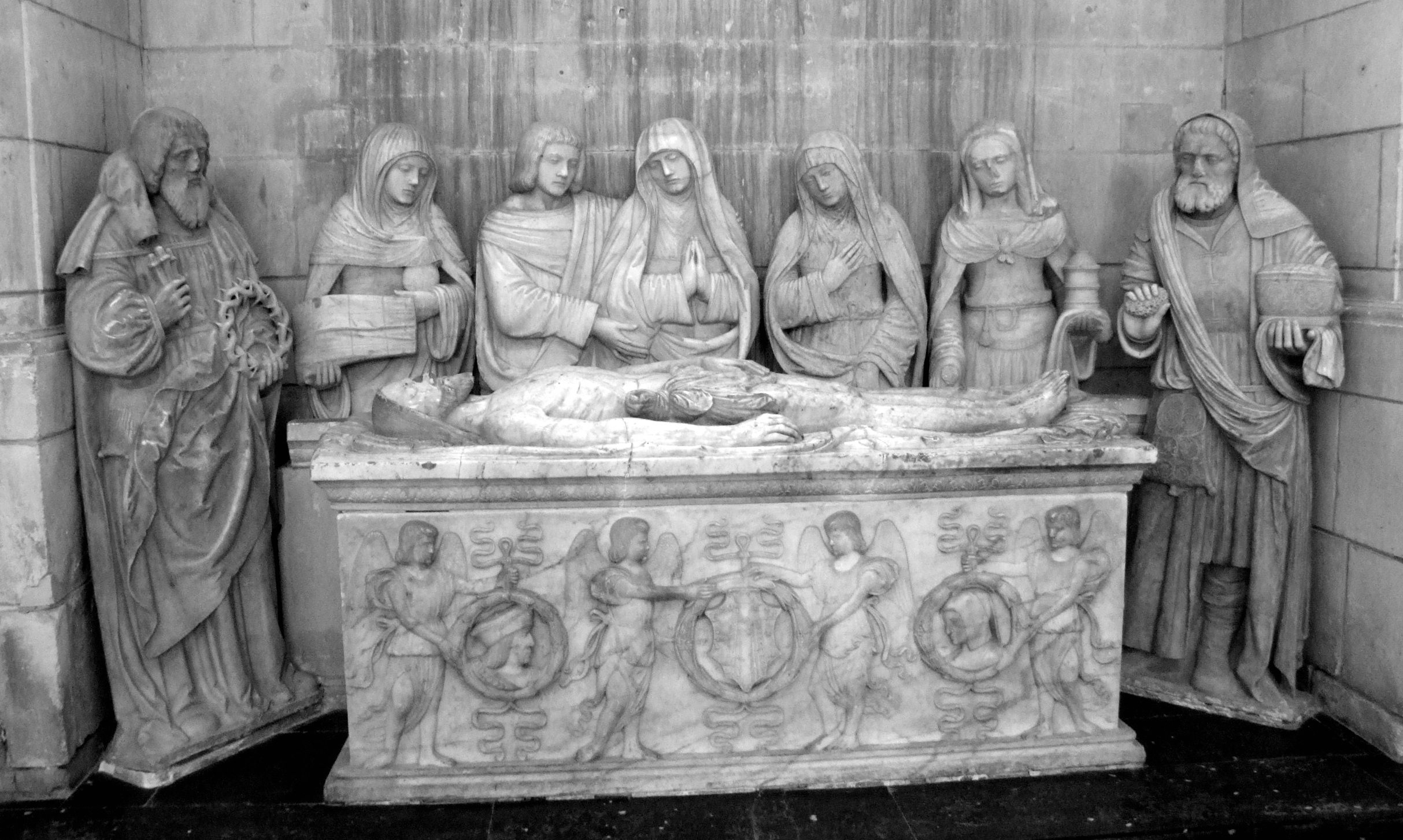
Iglesia S. Juan,  Descendimiento de Jesús (XVI°s.)
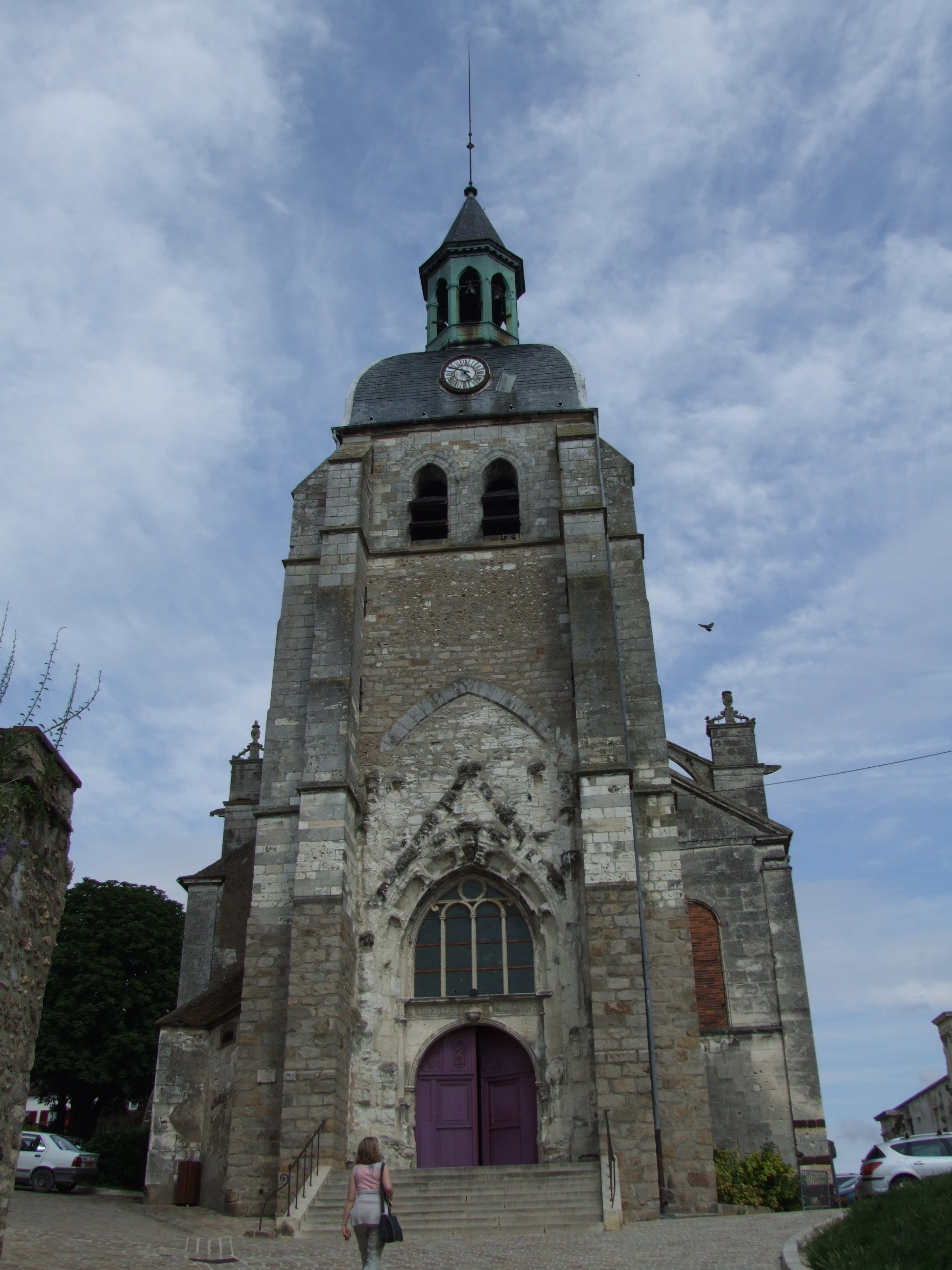
Iglesia S. Juan
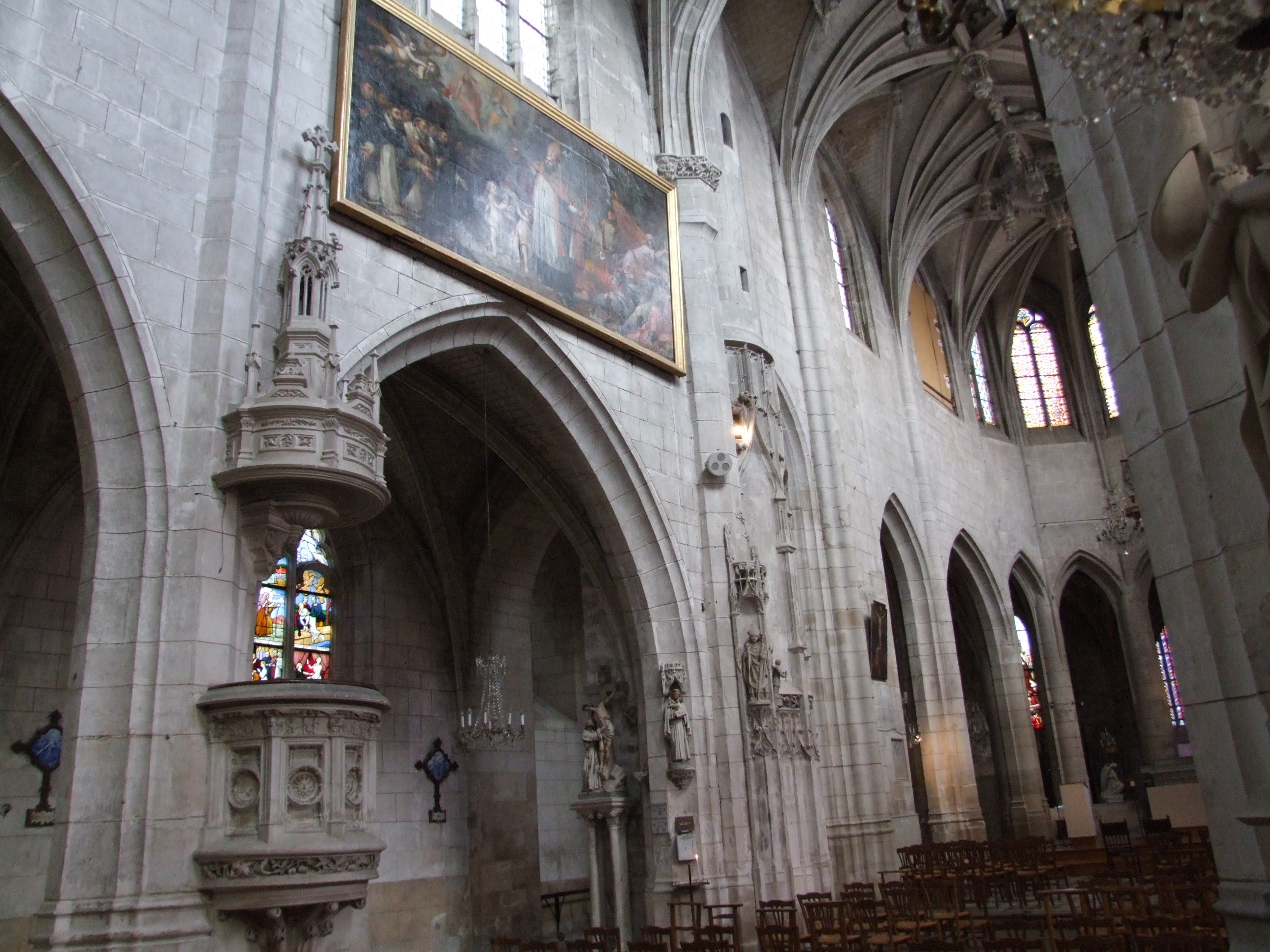
Iglesia S. Teobaldo

## Localidades hermanadas
- Mayen, Alemania (1964)
- Godalming, Reino Unido (1985)
- Hanover, Estados Unidos (1993)
- Amelia, Italia (2005)
- Joigny-sur-Meuse, Francia (2004)